# Honoré d'Urfé

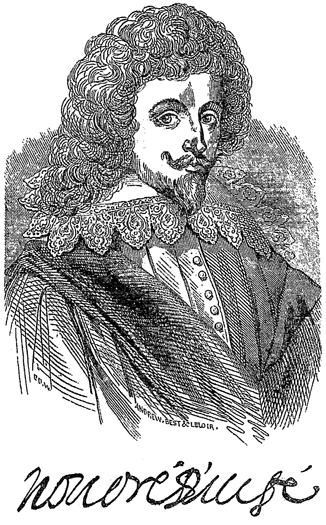
Honoré d'Urfé y su firma.

Honoré d'Urfé, conde de Châteauneuf, Marqués de Valromey, señor de Virieu-le-Grand, (Marsella, 11 de febrero de 1568 - Villefranche-sur-Mer, 1 de junio de 1625) fue un novelista y escritor francés. Es autor de la primera novela-río (roman-fleuve) que merece ser llamada así de la literatura francesa, La Astrea.

## Biografía
Nació en Marsella en el seno de una noble familia originaria de Forez, aliada con la Casa de Saboya por parte de su madre (Renée de Savoie-Tende), Honoré d'Urfé estudió en el Collège de Tournon. Partidario de la Liga Católica, permaneció siempre fiel al duque de Nemours.
El 2 de diciembre de 1592, el duque de Nemours toma Montbrison (Lire). Honoré se pone nuevamente al servicio del duque, bailío de Forez, quien trata de restablecer la paz en la provincia. Fue hecho prisionero en 1595 y, aunque pronto fue liberado, fue capturado y encarcelado de nuevo. Durante su encarcelamiento leyó a Ronsard, Petrarca y, sobre todo, la Diana de Jorge de Montemayor y la Aminta de Tasso. Tras la derrota de la Liga en 1594, d'Urfé emigró a Saboya, cuyo duque era pariente de su madre. Allí escribió las Epístolas morales (1598). A su salida de la cárcel, Nemours nombra a Honoré "teniente-general en el gobierno de Forez".
El 15 de febrero de 1600 Honoré regresa a Forez para casarse con Diane de Châteaumorand, su cuñada, tras la anulación de su matrimonio con Anne d'Urfé por Clemente VIII.
Sobre un tema pastoril, escrito seguramente alrededor de 1604 La Sireine, defiende las teorías platónicas del amor en sus Epístolas morales (1603). Funda hacia 1606 junto a sus amigos Antoine Favre, Francisco de Sales y Claude Favre de Vaugelas, la Academia Florimontana, primera sociedad culta de Saboya.
Sin embargo, d'Urfé es famoso sobre todo por su larguísima narración preciosista La Astrea, novela pastoril y bizantina en parte autobiográfica e inacabada que se publica en cuatro partes entre 1607 y 1627. Ha sido llamada «le Roman des romans», o "novela de novelas", no solo por su volumen, que hace que se la considere como la primera novela-río de la literatura francesa (6 partes, 40 historias, 60 libros, 5.399 páginas), sino también por el éxito considerable que tuvo en la Europa de su tiempo, de forma que fue traducida a gran número de lenguas.
Cada parte de La Astrea cuenta con 12 libros. Las tres primeras partes se publican en 1607, 1610, y 1619 y al morir d'Urfé en 1625, su secretario Balthazar Baro terminó la cuarta parte y creó una continuación (1632-1633).
Según Larousse (1863), la quinta y sexta partes fueron escritas por Pierre Boitel, señor de Gaubertin, y publicadas en 1626. Fue uno de los mayores éxitos del siglo, aunque no tendrá continuidad real en el género de la novela pastoril, pero tuvo una considerable influencia en el teatro (Molière), en la ópera y en las mentalidades.
Los episodios de esta novela de amor se nutren de los años que d'Urfé pasó en la zona de Forez en la que su familia, que estaba ubicada desde el siglo XI al norte de Champoly, en el dominio de Urfé, en la llanura de Lignon du Forez, en el que estaba situado el primer castillo que puede llamrse renacentista. También escribió un libro de poemas la Saboysíada (1609) y una pastoral en cinco actos la Sylvanira o la Muerta viva (1625).
Murió a causa de las heridas recibidas al caer de su caballo en Villafranca de Verona,  durante una campaña contra los genoveses.

## Obra en línea
- La triomphante entrée de Magdeleine de La Rochefocaud à Tournon Lyon : J. Pillehotte, 1583
- Les epistres morales du seigneur d'Urfé Lyon : Jaques Roussin, 1598
- Le sireine de messire  Paris : chez J. Micard, 1606
- L'Astrée Paris : 1607, 1610, 1619sq., edición en línea de las tres primeras partes por Reinhard Krüger, Boen sur Lignon / Stuttgart : Universidad de Stuttgart 2006
- La Sylvanire, ou La morte-vive, fable bocagère  Paris : R. Fouet, 1627
- Théâtre classique : La Sylvanire, ou La morte-vive, fábula campestre en modo texto corregido y comparado con la edición Honoré Champion (2002).